# Above
Above är det första och enda albumet av supergruppen Mad Season och släpptes den 15 mars 1995 av skivbolaget Columbia Records.
Albumets dystra svarvita omslag var illustrerat av sångaren Layne Staley.

## Låtlista
1. "Wake Up" - 7:38
2. "X-Ray Mind" - 5:13
3. "River of Deceit" - 5:05
4. "I'm Above" - 5:45
5. "Artificial Red" - 6:17
6. "Lifeless Dead" - 4:29
7. "I Don't Know Anything" - 5:02
8. "Long Gone Day" - 4:52
9. "November Hotel" - 7:07
10. "All Alone" - 4:12